# Класична шестиструнна гітара
Класична (іспанська, шестиструнна) гітара — основний представник сімейства  гітар, щипковий струнний музичний інструмент басового, тенорового і сопранового регістрів. У сучасному вигляді існує з другої половини XVIII століття, використовується як акомпанувальний, сольний і ансамблевий інструмент. Гітара має багаті засоби художньої виразності — застосування різноманітних прийомів звуковидобування, тембрального забарвлення.
Класична гітара має шість струн, основний лад яких — E, A, d, g, b, e1 (мі малої октави, ля, ре першої октави, соль, сі, мі другої октави). Багато музикантів експериментували з додаванням струн (десятиструнна гітара Фердінандо Каруллі і Рене Лакота, п'ятнадцятиструнна гітара Василя Лебедєва, дев'ятиструнна, ГРАН -гітара та ін), однак такі інструменти широкого поширення не отримали.

## Характерні особливості
Класична гітара має певні особливості:
- Це акустичний інструмент. Звук посилюється лише дерев'яним корпусом гітари.
- Використовуються струни з синтетики: нейлону, рідше — карбону. У дуже рідкісних випадках — струни з кишок тварин (жильні струни).
- Найпоширеніші породи деревини для виготовлення корпусу класичної гітари: палісандр або червоне дерево для задньої деки і обичайок,  ялина або кедр для верхньої деки. Гриф може бути виготовлений з кедра або червоного дерева.
- Гриф гітари більш широкий — становить 53 мм, що, з одного боку, дозволяє легше притиснути потрібну ноту, але, з іншого боку, вимагає великих зусиль при грі (наприклад, для баре).
- Струни зазвичай перебирають пальцями. Часто гітаристи під час гри використовують нігті, це дозволяє досягти кращого, яскравішого звучання.
- Мітки ладів на грифі розташовані збоку, а не на площині грифа. Це відповідає стриманому дизайну гітари. На дорогих інструментах мітки ладів можуть бути відсутні.
- У класичних гітар між головкою грифа і корпусом гітари розташовані тільки 12 ладів, а не 14, як у інших.
- Зазвичай класичні гітари роблять без пластмасової пластинки (гольпеадора) під струнами. У цьому немає необхідності, так як немає медіатора (плектра), яким можна пошкодити корпус, а кожна зайва деталь на верхній деці погіршує її акустику. Виняток становлять  гітари-фламенко, де по корпусу часто б'ють пальцями і нігтями — там така платівка просто необхідна.
- Грають на класичній гітарі зазвичай без мікрофона чи підсилювачів. Однак, у великих приміщеннях, або в галасливій атмосфері використовують простий мікрофон, п'єзоелектричні звукознімачі: прикріпляється до верхньої деки (так звана «таблетка»), порожковий (вставляється замість нижнього порожка) — або контактні датчики.
- Гра на класичній гітарі передбачає класичну посадку, при якій корпус гітари лежить на лівій нозі, а  гриф розташовується під кутом близько 45° до підлоги. Для зручності під ліву ногу ставиться підставка. Останнім часом також з'являються так звані «супорти» — підставки, що встановлюються на коліно. У цьому випадку підставка під ногу не потрібна.

## Складові частини класичної гітари

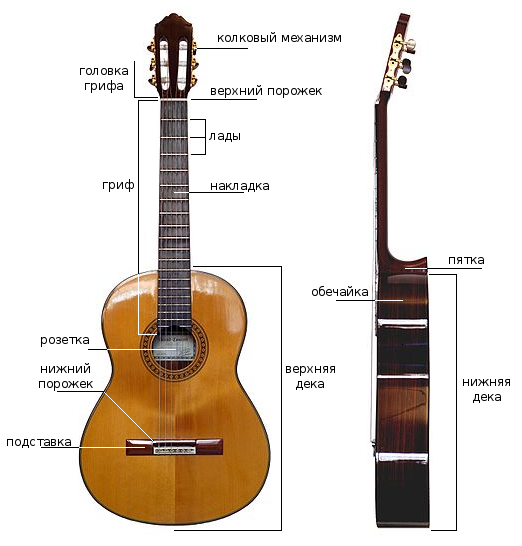
Складові частини гітари

Основними частинами гітари є корпус, гриф і 6 струн. Корпус має 4 поверхні: передню, задню і дві бічних — ліву і праву. Вони називаються відповідно: верхня дека, нижня дека та обичайки.

### Верхня дека
Верхня дека впливає на милозвучність інструменту. Це ялинова або кедрова дошка, товщиною 2.5-4 мм, склеєна по поздовжній лінії з двох половин. В її контурі видно 2 опуклі частини — верхня і нижня — розділені увігнутістю. Трохи вище центру верхньої деки знаходиться розетка — круглий отвір, діаметром 8,5 см.
На нижній, більш широкій частині верхньої деки, знаходиться підставка. Вона являє собою прямокутну пластину довжиною 19-20 см і шириною 3 см з дерева твердих порід (чорного або палісандра). У центрі підставки є піднесення довжиною 8,4 мм з прорізом, в яку вставлений нижній поріжок — прямокутна платівка з кістки або пластику. Поріжок тримає струни піднятими над декою, закріплює їх нижні кінці і передає коливання струн корпусу. У нижній частині підставки є 6 отворів для закріплення нижніх кінців струн.
Верхня дека закріплена з внутрішньої сторони системою пружин — дерев'яних поперечок, що перешкоджають її деформації через натяжіння струн. В основі системи пружин лежать 2 поперечини, одна кріпиться поперек деки вище розетки, інша — паралельно їй нижче. Ці планки з'єднуються з двох сторін розетки двома іншими, похилими. На нижній частині деки поміщаються 2 планки, що утворюють тупий кут в найнижчій точці деки. Від поперечини, укріпленої нижче розетки, до цих 2 планок віялоподібно розходяться сім ретельно відшліфованих, невеликих планок різної товщини: три до однієї, три до іншої і одна посередині, по лінії склеювання деки з половин.

### Нижня дека
Нижня дека, або задня стінка корпусу гітари, виготовляється з палісандра, кипариса, червоного,  амарантового або іншого спеціального дерева. Складається вона з половин, а розмірами і контуром схожа з верхньою декою. Іноді для досягнення повного і м'якого звуку — нижня дека робиться з скрипкового  клена. Кленові нижні деки властиві російській семиструнній гітарі. Але найкращі — палісандрові, що миттєво віддають яскравий звук. Також, нижня дека може бути зробленою з тонких половин однакової товщини, бути абсолютно плоскою — що характерно палісандру і червоному дереву, або злегка куполоподібної, тобто трохи опуклої форми. Якщо заздалегідь були обрані плоскі заготовки, то їх трохи вигинають під паром і склеюють. Саме тому, інколи, дерево всередині знаходиться під напругою. Дека з скрипкового клена може бути «довбленою», тобто мати різну товщину, нагадуючи при цьому деку альта або віолончелі. Наразі такі деки, що зроблені виключно з клена, можна побачити у старовинних інструментах або виготовлених на замовлення.

### Обичайки
Обичайки — дві смуги шириною 9–10 см, що з'єднують деки між собою і утворюють бічні стінки корпусу. Виготовляються з того ж дерева, що і нижня дека. З'єднання обичайок з деками зміцнюється окремими смужками з австралійської ялини, які широкою стороною прикріплюються до обичайок, а вузькою — до дек. Обичайки також виготовляють за допомогою декількох зклеєних між собою слоїв шпону. За підтвердженням фахівців шпоновані мають краще звучання.

### Гриф
Гриф виготовляється найчастіше з клену, можуть використовуватися кедр, червоне дерево тощо. Його довжина 60–70 см, ширина 5–6 см і товщина 2,3 см. З лицьового боку гриф плоский, із зворотного — злегка опуклий. Він кріпиться до корпусу гітари в місці з'єднання обичайок допомогою закріпленого виступу, званого кілем (п'ятою або коліном). Плоска верхня частина грифа покривається накладкою — пластиною товщиною в кілька міліметрів з твердого дерева (чорного, палісандра). У накладку врізаються 19 металевих порожків, з них — кілька заокруглених догори. Відстань між ладами поступово збільшується, в міру наближення до верхнього кінця грифа.
На верхньому кінці грифа знаходиться голівка. Голівка продовжує гриф, розширюючись і відхиляючись назад. Виготовляється з цілісного шматка дерева, покривається тонкою пластинкою, зазвичай з палісандра. У голівці випиляні 2 поздовжніх отвори, кожний перетинають три кілочки з гвинтовим механізмом.

## Відомі гітаристи (класики)
- Ана Видович
- Мауро Джуліані
- Маттео Каркассі
- Фердінандо Каруллі
- Фернандо Сор
- Франсіско Тарреґа
- Андрес Сеговія
- Марія Луїза Анідо
- Олександр Іванов-Крамськой
- Валерій Петренко
- Джон Вільямс
- Девід Старобін
- Дмитро Ілларіонов
- Артем Дервоїд
- Євген Фінкельштейн
- Іграф Йошка
- Нарсісо Єпес
- Ференц Бернат
- Марко Топчій

- Роланд Діенс